# Christian Streich
Christian Streich (* 11. Juni 1965 in Weil am Rhein) ist ein ehemaliger deutscher Fußballspieler und heutiger Fußballtrainer. Er absolvierte als Spieler u. a. 10 Spiele für den FC 08 Homburg in der Bundesliga sowie für die Homburger, die Stuttgarter Kickers und den SC Freiburg 64 Spiele in der 2. Bundesliga. Nach seinem Karriereende wurde Streich Trainer und betreute von 1995 bis 2011 die U19 des SC Freiburg, mit der er einmal deutscher A-Junioren-Meister und dreimal deutscher A-Junioren-Pokalsieger wurde. Ab 2007 war er parallel Co-Trainer der Profimannschaft, deren Cheftrainer er zur Rückrunde 2011/12 wurde. Streich führte den Sport-Club in seiner Amtszeit dreimal in die UEFA Europa League sowie zur bisher einzigen Finalteilnahme im DFB-Pokal und etablierte ihn – trotz des Abstiegs 2015 samt direktem Wiederaufstieg – insbesondere zum Ende seiner Amtszeit in der oberen Tabellenhälfte der Bundesliga. Nach der Saison 2023/24 verlängerte Streich seinen auslaufenden Vertrag nicht mehr und verließ den Verein nach insgesamt 29 Jahren.

## Spielerkarriere

### Anfänge
Streich, Sohn eines Metzgers, wuchs im südbadischen Eimeldingen auf. Beim örtlichen Verein begann er auch mit dem Fußballspielen, wechselte später in die nahegelegene Kreisstadt zum FV Lörrach und schließlich 1982 zum Freiburger FC, dessen erste Mannschaft gerade aus der 2. Bundesliga abgestiegen war. Nach einem Jahr in der Jugend des FFC kam er zur Saison 1983/84 in den Kader der ersten Mannschaft in der Oberliga Baden-Württemberg. In seiner ersten Saison wurde er mit der Mannschaft Meister, in der Aufstiegsrunde zur 2. Bundesliga scheiterte der Verein am FC 08 Homburg und dem VfR Bürstadt.

### Schritt in den Profifußball (1. und 2. Bundesliga)
Nach einer weiteren Saison beim FFC wechselte der Mittelfeldspieler 1985 in die 2. Bundesliga zu den Stuttgarter Kickers. Dort kam er in zwei Spielzeiten zu 21 Einsätzen. 1987 kehrte Streich nach Freiburg zurück, er wurde vom Zweitligisten SC Freiburg unter Vertrag genommen. Hier wurde er von Jörg Berger trainiert und spielte u. a. mit Joachim Löw und Souleymane Sané zusammen.
Nach einer Saison verließ er den Sportclub und unterschrieb beim FC 08 Homburg, der gerade aus der 1. Bundesliga in die 2. Liga abgestiegen war. Streich gelang mit seiner Mannschaft nach einer Saison im Sommer 1989 als Vizemeister der Wiederaufstieg in die 1. Bundesliga. In der Bundesligasaison 1989/90 kam er zu zehn Einsätzen für Homburg. Zum Saisonende belegte er mit dem Verein den letzten Platz, was den Abstieg in die 2. Liga bedeutete.
Streich entschied sich daraufhin zu einem erneuten Vereinswechsel: Er kehrte im Sommer 1990 nach Freiburg zurück und unterschrieb beim Freiburger FC, der zuvor in die viertklassige Verbandsliga Südbaden abgestiegen war. Damit beendete er seine Profikarriere. Dort schaffte er in seinem ersten Jahr als Meister den direkten Wiederaufstieg in die Oberliga Baden-Württemberg. Er blieb bis 1994 beim Freiburger FC, bei dem er in der Saison 1991/92 mit 13 Toren bester Schütze wurde (Torschützenkönig der Oberliga Baden-Württemberg mit 19 Treffern wurde Fredi Bobic vom TSF Ditzingen). 1991 und 1992 gewann er mit dem FFC den Südbadischen Pokal.

## Trainerkarriere

### Anfänge
1995 kehrte Streich als Jugendtrainer zum SC Freiburg zurück. Mit den A-Junioren gewann er 2006, 2009 und 2011 den DFB-Junioren-Vereinspokal und 2008 durch einen 2:0-Finalerfolg über den VfL Wolfsburg die deutsche A-Jugendmeisterschaft. Nachdem im Sommer 2007 Robin Dutt als Cheftrainer der Profimannschaft verpflichtet worden war, war Streich zusätzlich Trainerassistent, kümmerte sich aber weiterhin hauptsächlich um die A-Jugend. Unter seiner Leitung schafften einige Jugendspieler den Sprung zu den Profis, darunter Dennis Aogo, Jonathan Pitroipa, Daniel Schwaab, Eke Uzoma, Ömer Toprak und Oliver Baumann.
Zu Beginn der Saison 2011/12 wurde Streich Co-Trainer der 1. Mannschaft unter dem neuen Trainer Marcus Sorg, der dem bisherigen Cheftrainer Dutt, der zu Bayer Leverkusen gewechselt war, nachfolgte.

### Cheftrainer SC Freiburg

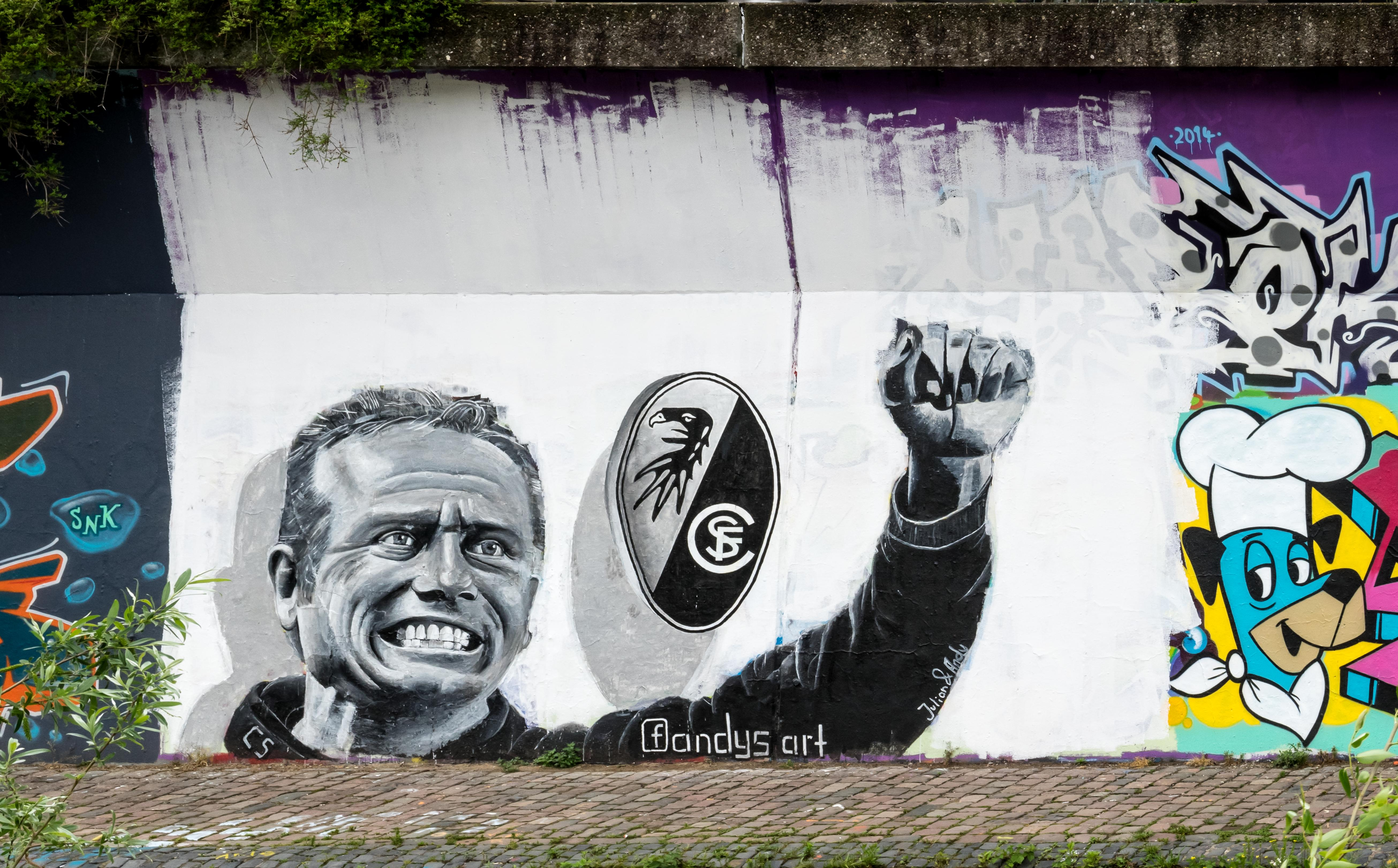
Streich als Graffito an der Dreisam, in der Nähe der Schwabentorbrücke, gemalt von Andreas Herre und Julian Mielke; anlässlich des Klassenerhalts 2014

Anfang Januar 2012 übernahm Streich mit dem Beginn der Rückrundenvorbereitung die Position des Cheftrainers als Nachfolger von Marcus Sorg, der nach einer schwachen Hinrunde (nur drei Siege aus 17 Spielen) beurlaubt worden war. Die Rückrunde unter Streich verlief für den SC erfolgreich; die Mannschaft verließ die Abstiegsränge und sicherte am 32. Spieltag den Klassenerhalt. Durch diesen überraschenden Erfolg und durch seine unkonventionellen Äußerungen auf Pressekonferenzen erfuhr Streich eine hohe mediale Aufmerksamkeit. Der lokale Fernsehsender TV Südbaden widmete ihm eine Videokolumne (Streich der Woche), die bald auch die Badische Zeitung aufgriff.
Aufgrund des für viele Beobachter nicht mehr für möglich gehaltenen Klassenerhalts und der insgesamt guten Leistungen des SC Freiburg in der Rückrunde 2011/12 belegte Streich bei der Wahl zum Trainer des Jahres 2012 den dritten Platz hinter Jürgen Klopp und Lucien Favre. Nachdem der SC Freiburg in der darauf folgenden Saison 2012/13 überraschend den fünften Tabellenplatz belegt und sich damit für die Europa League qualifiziert hatte, erreichte Streich bei der Wahl zum Trainer des Jahres 2013 hinter Jupp Heynckes den zweiten Platz, noch vor Klopp.
Am 10. Mai 2013 verlängerte er seinen bis 2014 laufenden Vertrag beim SC Freiburg langfristig. Sein ursprünglich im Juli 2016 auslaufender Vertrag wurde am 19. Februar 2016 ebenso wie die Verträge des gesamten Trainerteams erneut verlängert.
Nach dem Abstieg aus der Fußball-Bundesliga in der Saison 2014/15 sicherte sich Streich mit seiner Mannschaft den direkten Wiederaufstieg am 32. Spieltag nach einem 2:1-Auswärtssieg gegen den SC Paderborn 07. Am 33. Spieltag wurde er mit der Mannschaft durch einen 2:0-Sieg gegen den 1. FC Heidenheim Meister der 2. Fußball-Bundesliga 2015/16.
In der Saison 2016/17 erreichte der Verein den 7. Platz in der Abschlusstabelle, welcher zur Teilnahme an der dritten Qualifikationsrunde für die Europa League berechtigte. Für diese Leistung wurde Streich zum Mann des Jahres gewählt.
Zum Beginn der Saison 2017/18 schied der SC Freiburg in der Europa-League-Qualifikation gegen den NK Domžale aus. In der Liga befand man sich bis zum Ende im Abstiegskampf, konnte die Saison aber auf dem 15. Tabellenplatz drei Punkte vor dem Relegationsplatz beenden.
Die Saison 2018/19 beendete der SC mit 36 Punkten im gesicherten Mittelfeld, wobei der Abstand auf den Relegationsplatz 8 Punkte betrug. In der Saison 2019/20 folgte ein 8. Platz mit 48 Punkten, wobei Streichs Mannschaft den Einzug in die 2. Qualifikationsrunde der Europa League nur um einen Punkt verpasste. Für Aufsehen sorgte er Anfang November 2019 beim 1:0-Sieg gegen Eintracht Frankfurt am 11. Spieltag. Kurz vor dem Abpfiff rollte der Ball ins Seitenaus an Streich vorbei, der diesen passieren ließ. Daraufhin stürmte der Frankfurter Kapitän David Abraham auf Streich zu, um den Ball zu holen und den Einwurf auszuführen. Abraham streckte den Freiburger Trainer, der auf den TV-Bildern erkennbar etwas in Abrahams Richtung „murmelte“, mit einer Art Bodycheck zu Boden und sah dafür die Rote Karte. Die Beteiligten versöhnten sich jedoch bereits nach Spielende. Abraham wurde bis zum Jahresende 2019 und somit für sieben Wochen gesperrt.
Am 11. Februar 2021 wurde Streichs Vertrag mit dem SC Freiburg erneut verlängert. Im März 2022 verlängerte der SC Freiburg seinen Vertrag ein weiteres Mal.
Die Saison 2021/22 beendeten die Freiburger auf dem zur Europa League berechtigenden sechsten Platz, nur drei Zähler hinter einem Champions-League-Rang. Mit 55 Punkten war diese Spielzeit die mit der erfolgreichsten Ausbeute unter Streich. Der Baden-Württemberger führte sein Team außerdem in das DFB-Pokal-Finale, das erste seiner Geschichte. Dieses verloren die Badener gegen RB Leipzig mit 2:4 im Elfmeterschießen.
In der Saison 2022/23 konnten die Freiburger ihr Ergebnis aus der vorausgegangenen Spielzeit übertrumpfen. Sie belegten mit 59 Punkten den fünften Tabellenplatz, wie in der Vorsaison bereits erneut mit drei Zählern Rückstand auf einen Champions-League-Rang.
Seit 2022 wirkt er auch als Vizepräsident (Vertreter der Bundesliga-Trainer) im Präsidium des Bundes Deutscher Fußball-Lehrer (BDFL).
Am 18. März 2024 gab Streich bekannt, sein Engagement als Trainer beim SC Freiburg zum Ende der Saison 2023/24 zu beenden. Die Saison schloss man auf dem 10. Platz ab.

## Erfolge und Auszeichnungen
Als Spieler
- Aufstieg in die Bundesliga: 1989
- Meister der Oberliga Baden-Württemberg: 1984
- Meister der Verbandsliga Südbaden und Aufstieg in die Oberliga Baden-Württemberg: 1991
- Südbadischer Pokalsieger (2): 1991, 1992

Als Cheftrainer
- Deutscher Zweitligameister und Aufstieg in die Bundesliga: 2016
- Deutscher A-Junioren-Meister: 2008
- Meister der A-Junioren-Bundesliga Süd/Südwest (2): 2006, 2009
- Deutscher A-Junioren-Pokalsieger (3): 2006, 2009, 2011

Auszeichnungen
- Sonderpreis der Barmer Ersatzkasse im Rahmen des Trainerpreis Baden-Württemberg 2012 für seine herausragende Arbeit in der Fußballschule des SC Freiburg
- Trainerpreis des deutschen Fußballs 2013[20][21][22]
- Markgräfler Gutedelpreis[23]
- Mann des Jahres 2017[24]
- Trainer der Saison 2021/22 (VDV)
- Fußballtrainer des Jahres: 2021/22 (VDS/Kicker)
- Verdienstorden des Landes Baden-Württemberg: 2020[25] (2023 überreicht)[26]
- Julius-Hirsch-Ehrenpreis: 2023
- Walther-Bensemann-Preis der Deutschen Akademie für Fußball-Kultur: 2024

## Trainerstatistik
| Mannschaft                                         | von                | bis                | Wettbewerb            | Ergebnisse | Ergebnisse | Ergebnisse | Ergebnisse | Ergebnisse | Ergebnisse | Ergebnisse | Ergebnisse |
| Mannschaft                                         | von                | bis                | Wettbewerb            | Sp.        | S          | U          | N          | T          | GT         | Diff.      | Gew. %     |
| -------------------------------------------------- | ------------------ | ------------------ | --------------------- | ---------- | ---------- | ---------- | ---------- | ---------- | ---------- | ---------- | ---------- |
| SC Freiburg                                        | Januar 2012        | Mai 2024           | Bundesliga            | 391        | 135        | 112        | 144        | 522        | 594        | -72        | 34,53      |
| SC Freiburg                                        | Januar 2012        | Mai 2024           | 2. Bundesliga         | 34         | 22         | 6          | 6          | 75         | 39         | +36        | 64,71      |
| SC Freiburg                                        | Januar 2012        | Mai 2024           | DFB-Pokal1            | 38         | 24         | 4          | 10         | 74         | 49         | +25        | 63,16      |
| SC Freiburg                                        | Januar 2012        | Mai 2024           | Europa League2        | 26         | 12         | 6          | 8          | 40         | 30         | +10        | 46,15      |
| SC Freiburg                                        | Januar 2012        | Mai 2024           | insgesamt             | 489        | 193        | 128        | 168        | 711        | 712        | -1         | 39,47      |
|                                                    |                    |                    |                       |            |            |            |            |            |            |            |            |
| Karriere insgesamt                                 | Karriere insgesamt | Karriere insgesamt | Liga                  | 425        | 157        | 118        | 150        | 597        | 633        | -36        | 36,94      |
| Karriere insgesamt                                 | Karriere insgesamt | Karriere insgesamt | Nationale Pokale1     | 38         | 24         | 4          | 10         | 74         | 49         | +25        | 63,16      |
| Karriere insgesamt                                 | Karriere insgesamt | Karriere insgesamt | Internationale Pokale | 26         | 12         | 6          | 8          | 40         | 30         | +10        | 46,15      |
| Karriere insgesamt                                 | Karriere insgesamt | Karriere insgesamt | insgesamt             | 489        | 193        | 128        | 168        | 711        | 712        | -1         | 39,47      |
| Quelle: transfermarkt.de Stand: Saisonende 2023/24 |                    |                    |                       |            |            |            |            |            |            |            |            |

## Beruf
Streich, der mit 19 Jahren eine Berufsausbildung zum Industriekaufmann bei der Fritz Düsseldorf GmbH erfolgreich abschloss, holte mit 25 Jahren auf dem Zweiten Bildungsweg am Kolping-Kolleg (heute Katholisches Kolleg) in Freiburg das Abitur nach und absolvierte anschließend ein Lehramtsstudium der Fächer Germanistik, Sport und Geschichte an der Albert-Ludwigs-Universität Freiburg.

## Pressekonferenzen und politische Statements
Streichs Pressekonferenzen erfuhren regelmäßig hohe mediale Aufmerksamkeit. Oft nahm er auch Bezug auf das politische Geschehen abseits des Platzes. Im September 2015 äußerte sich Streich vor einem Spiel gegen Arminia Bielefeld zur Flüchtlingskrise: „Jetzt geht es darum, dass man sich den Menschen öffnet, dass man sie empfängt, dass man Ängste abbaut. Es geht oft um die Angst vor dem Anderen und die Angst vor dem Fremden. Das kann man bei sich selbst beobachten. Es geht darum, andere Denkweisen kennenzulernen.“
Im Dezember 2016 nahm er kurz Stellung zum Mordfall einer Freiburger Studentin, den die Alternative für Deutschland (AfD) zum Anlass nahm, Kritik an der deutschen Flüchtlingspolitik zu üben: „Mir wurde mitgeteilt, dass ein Mensch aus der AfD den Vater von der Maria, der dieses Furchtbare erleben musste, als pathologisch bezeichnet hat, weil er vor dieser Tat Flüchtlinge unterstützt hat. Dass in diesem Land jemand einer als demokratisch eingeordneten Partei zugehören darf, und jemand noch verhöhnen darf, der so etwas erleben musste, da sehen Sie, was los ist.“
Als Roger Schmidt als Trainer von Bayer 04 Leverkusen wegen einer verbalen Entgleisung kritisiert wurde, nahm Streich diesen in Schutz: „Warum werden wir in den extremsten Situationen vorgeführt und die ganzen Leute hören, was uns in totaler Anspannung mal rausrutscht?“
Zwischen 2012 und 2014 veröffentlichte die Badische Zeitung regelmäßig derartige Aussagen als Zusammenschnitt mit dem Titel Streich der Woche.
Streich war auf Vorschlag der baden-württembergischen Landtagsfraktion von Bündnis 90/Die Grünen 2022 Mitglied der 17. Bundesversammlung.
Im April 2023 kritisierte er einen zerstörenden „Neokapitalismus“, der in Sport und Gesellschaft immensen Druck erzeuge. Großkonzerne seien dadurch in der Lage, Staaten zu erpressen.
Im Januar 2024 warnte Streich im Zuge der Demonstrationen gegen die AfD vor der Partei: „Es kann mir keiner kommen und sich als Protestwähler bezeichnen. Es soll mir keiner rumjammern, wenn er hinterher von einer rechtsnationalen Partei autokratisch regiert wird.“
Streichs Aussage „Jagger, Keith Richards, Ron Wood – die sind Kult. Ich bin ein Kültle.“ wurde beim Deutschen Fußball-Kulturpreis 2024 als Fußballspruch des Jahres ausgezeichnet.